# I soliti ignoti vent'anni dopo
I soliti ignoti vent'anni dopo è un film, del 1985, diretto da Amanzio Todini. È il sequel de I soliti ignoti (1958) e Audace colpo dei soliti ignoti (1959).

## Trama
Dopo vent'anni, Tiberio esce dal carcere trovando una Roma profondamente cambiata. Torna a casa da sua moglie Teresa, per prendersi le macchine fotografiche, gli obiettivi, i filtri; trova, invece, l'armadietto occupato dalle pitture e dalle vernici del nuovo uomo della donna. Quest'uomo rude, che lavora saltuariamente come imbianchino, gli rivela che Teresa si è venduta tutto per poter pagare gli avvocati, e frantuma il simulacro di fotocamera realizzato in carcere con le molliche di pane da Tiberio, per poi cacciarlo brutalmente dall'abitazione. Tiberio si adatta a dormire all'interno di un'auto abbandonata nello sfasciacarrozze davanti a casa.
Nel frattempo, da Milano, è tornato il figlio Brunino, che subito interrompe un tentativo di furto del padre. Ormai rassegnato a riprendere l'antica attività, Tiberio va a trovare il suo vecchio amico Ferribotte, addetto ad una pompa di benzina e quasi chiuso in casa dalla sorella Carmelina ormai emancipata, per chiedergli dove può trovare Peppe er Pantera.
Lì conosce anche Augusto Cruciani, figlio di quel Dante Cruciani che vent'anni prima aveva istruito Tiberio e la sua banda sui metodi per scassinare una cassaforte, oggi complice di Ferribotte nel commercio di medicinali sottratti all'ospedale. A casa di Peppe per cercare un posto nel colpo che stava organizzando, Tiberio viene respinto per via della necessità di Peppe di arruolare una donna di mezza età per il colpo. Con un disperato tentativo di farsi comunque arruolare, Tiberio si presenta vestito da donna all'appuntamento che Peppe aveva con un'altra signora. Scoperto il travestimento, Peppe esplode in una fragorosa risata che, a causa dell'età ormai avanzata, gli causa una trombosi e una paralisi ed il successivo ricovero in ospedale sotto le cure proprio di Augusto Cruciani. Tiberio decide quindi di prendere il posto di Peppe nell'organizzare e gestire tutta l'operazione, cercando di riabilitarsi con l'amico.
Augusto Cruciani contribuisce all'operazione fornendo la casa di Tivoli, la macchina e la donna, Marisa. Tiberio recluta anche suo figlio Brunino, il neonato di Marisa e la portinaia del suo vecchio palazzo, ai quali si aggiunge anche Ferribotte. Il gruppo si mette in marcia verso Trieste dove hanno appuntamento con alcune persone per farsi consegnare il denaro da portare oltreconfine. Dopo varie difficoltà, il gruppo giunge a Trieste e grazie all'astuzia di Brunino passa la frontiera. Una volta consegnati i soldi, al gruppo viene detto di aspettare il pomeriggio per riprendere la strada.
Durante il viaggio di ritorno Tiberio si rende conto che il sedile del pulmino è stato cambiato e dopo aver lasciato Brunino alla stazione dei pullman per Milano, scopre assieme a Ferribotte che dietro al sedile in realtà è nascosta della cocaina. Vengono colti sul fatto dal mandante dell'operazione che lascia loro i soldi pattuiti e se ne va con il pulmino carico di droga. Mentre Tiberio, Ferribotte e l'anziana rientrano a Roma in treno, il pulmino carico di droga viene fermato dai carabinieri: il malvivente cerca di fuggire ma viene colpito dai proiettili sparati dai militari, mentre il capo riesce ad allontanarsi a bordo di un'altra auto, rinunciando così al carico. Sul treno, nel frattempo, il viaggio di Tiberio si trasforma ben presto in un viaggio nei ricordi, rimpiangendo assieme a Ferribotte i tempi andati. Maturano infine la volontà di lasciare Roma, ormai troppo cambiata per loro, e di ritirarsi in un paesino fuori porta dove trascorrere serenamente il resto della loro vita. Durante la festa di compleanno di Peppe, mentre tutti festeggiano non solo il compleanno ma anche la riuscita dell'operazione, uno dei trafficanti spara a Peppe, uccidendolo.